# Мерседес (имя)
Мерсе́дес (исп. Mercédes от лат. merces  «дары», «награды») — распространенное в быту в испаноязычных странах женское имя, означает «милосердная». Полное имя Мария де лас Мерседес.

## Этимология
Имя происходит от различных титулов Богоматери, принятых у католиков: 
- исп. María de las Mercedes  — Мария Милостивая, букв. «Мария милостей»,
- исп. María de los Dolores — Мария Скорбящая, букв. «Мария скорбей»,
- исп. María la Reina de los Ángeles  — Мария — царица ангелов,
- исп. María del Consuelo – Мария Утешительница.
- исп. María del Carmen – Богоматерь Кармельская, Мария с горы Ка́рмель.

Соответственно, в быту девочек с такими именами называют Мерседес или сокращенно Мерче, Доло́рес, Анжела, Консуэло, Ка́рмен.

## Склонение
В русском языке имя Мерсе́дес (женский род) не склоняется.